# Обжимка (самоходное артиллерийское орудие)
«Обжимка» — советское 120-мм самоходное артиллерийское орудие. САО было создано на шасси лёгкого танка Объект 934. Разработано в специальном конструкторском бюро Пермского машиностроительного завода имени Ленина под руководством ЦНИИ «Точмаш».  Серийно не выпускалось.
В различных источниках упоминается под следующими наименованиями:
1. 120-мм авиадесантное самоходное артиллерийское орудие 2С31 на шасси с узлами и агрегатами БМД-1/БМД-2.
2. 120-мм самоходное артиллерийское орудие 2С31 на шасси лёгкого танка Объект 934.
3. 120-мм десантируемое самоходное артиллерийское орудие «Обжимка», вариант 2С31 для ВДВ.
4. 2С31 — 120-мм самоходное артиллерийское орудие «Вена» (1-й вариант на шасси производства ВгТЗ).
5. «Обжимка» — 120-мм самоходное артиллерийское орудие на базе семикаткового шасси БМД-3.

## История создания
После успешного применения самоходного артиллерийского орудия 2С9 в войсках ВДВ во время боевых действий в Афганистане, Министерством обороны было принято решение о создании орудия следующего поколения.
Был создан всего один баллистический макет. После испытаний, работы по данной машине были прекращены, а все наработки использовались впоследствии при создании САО 2С31.

## Описание конструкции

### Броневой корпус и башня
«Обжимка» имеет сварную башню закрытого типа из стальных катаных броневых листов. Имеющую возможность кругового вращения.

### Вооружение
В качестве основного вооружения использовалась 120-мм полуавтоматическая пушка-гаубица-миномёт, имевшая заводское обозначение ЛП-77 (прототип 2А80, индекс ГРАУ не присвоен). Орудие ЛП-77 способно стрелять всеми типами 120-мм артиллерийских мин, как отечественного, так и зарубежного производства. А также специальными 120-мм снарядами с готовыми нарезами.
В качестве дополнительного вооружения использовался 7,62-мм пулемёт ПКТ.
Также на машине были установлены 6 установок системы отстрела 81-мм дымовых гранат 902В «Туча».

### Средства связи и наблюдения
Для стрельбы в дневных условиях использовался прицел прямой наводки 1П23. В ночных условиях было предусмотрено использование прицела 1ПН47. Также машина оснащалась лазерным дальномером 1Д20. Для прицельной стрельбы из пулемёта в командирской башенке был установлен пульт прицеливания и управления ПЗУ-5 (ПЗУ-7).
Для связи в машине была установлена радиостанция Р-173.

### Ходовая часть
За базу было взято шасси опытного лёгкого плавающего танка — Объект 934.

## Сохранившиеся экземпляры
В данный момент макет «Обжимки» сохранился и находится в ЦНИИ «Точмаш».